# Mikołaj Zyblikiewicz

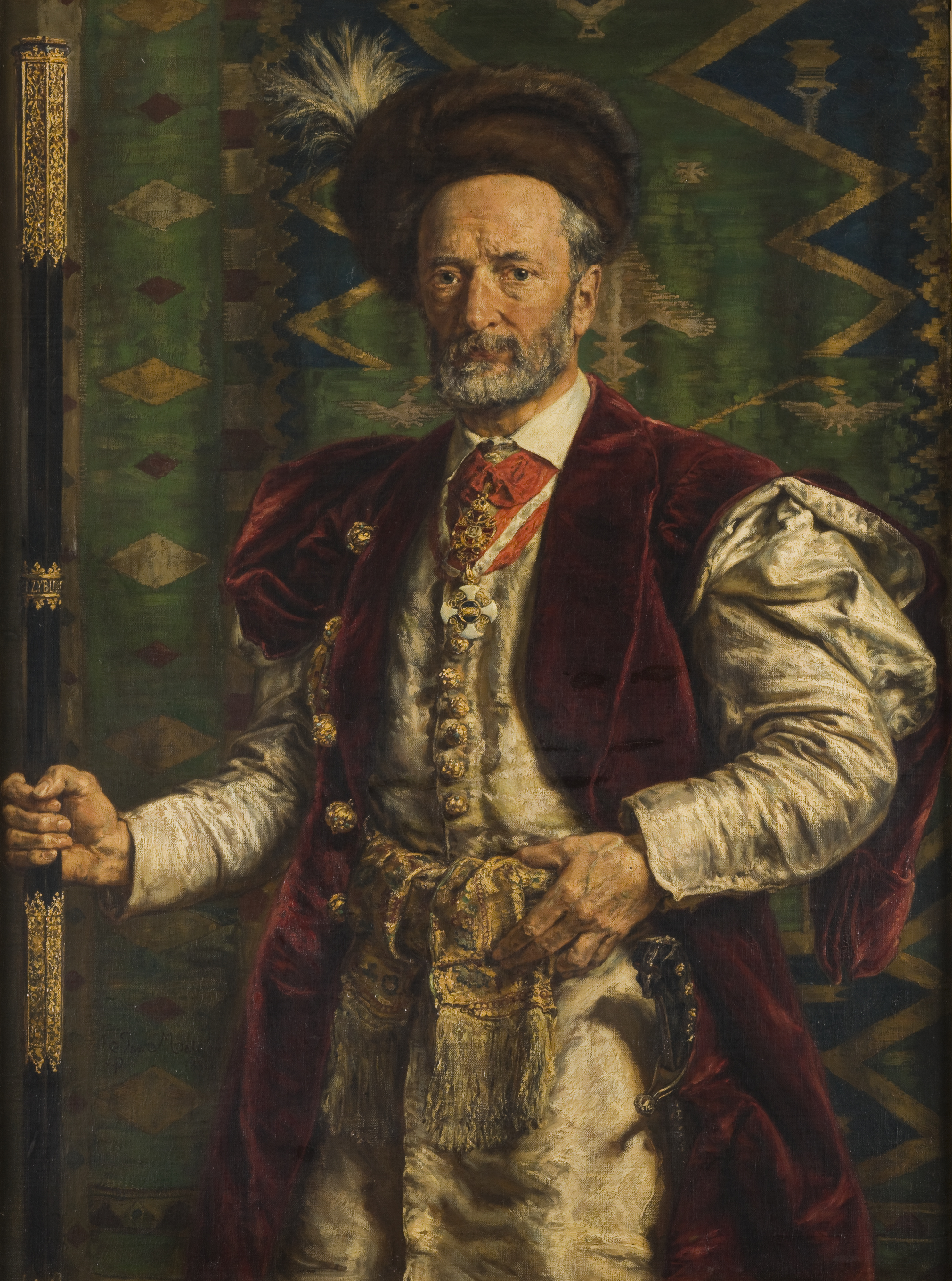
Jan Matejko, Portret Mikołaja Zyblikiewicza, 1887, Muzeum Narodowe w Krakowie

Mikołaj Zyblikiewicz (ur. 28 listopada 1823 w Starym Mieście (ob. Stary Sambor), zm. 16 maja 1887 w Krakowie) – polski polityk pochodzenia rusińskiego, adwokat, prezydent Krakowa, marszałek Sejmu Krajowego Galicji.

## Życiorys
Ojciec Szymon był kuśnierzem wyznania greckokatolickiego, ochrzcił Mikołaja w cerkwi.
Maturę uzyskał we Lwowie (zdaniem prof. Kyryła Studynskiego, Mikołaj ukończył Gimnazjum w Samborze) i podjął studia na Wydziale Filozoficznym Uniwersytetu Lwowskiego, które skończył w 1846. W trakcie Wiosny Ludów 1848 był w składzie deputacji do studentów Uniwersytetu Wiedeńskiego celem nawiązania z nimi kontaktów w imię równości i wolności (wraz z Łukaszem Soleckim, Hilarym Treterem i Franciszkiem Siemianowskim). W latach 1849–1851 studiował prawo na Uniwersytecie Jagiellońskim. 5 października 1851 r. uzyskał doktorat, a w 1855 r. uprawnienia adwokackie. W 1856 r. pracował jako syndyk, czyli radca prawny miasta Krakowa, walczył o przywrócenie języka polskiego w szkołach i urzędach. Od roku 1861 był posłem do Sejmu Krajowego. W czasie powstania styczniowego pracował w organizacji. Od 1866 roku był członkiem krakowskiej rady miejskiej.

## Prezydent Krakowa
W latach 1874–1881 był prezydentem Krakowa. Był kontynuatorem zmian w mieście zapoczątkowanych m.in. przez Józefa Dietla oraz inicjatorem nowych inwestycji takich jak utworzenie Krypty Zasłużonych na Skałce, restauracja Sukiennic i utworzenie Muzeum Narodowego w Krakowie oraz budowa kompleksu budynków dla straży pożarnej. 24 kwietnia 1880 r. Mikołaj Zyblikiewicz w dowód uznania wysokich zasług dla miasta Krakowa otrzymał kosztowną karabelę, a 1 lutego 1881 r. Rada Miasta Krakowa jednogłośnie przyznała mu honorowe obywatelstwo miasta.

## Marszałek Sejmu Galicyjskiego
W latach 1881–1886 Zyblikiewicz pełnił funkcję Marszałka Sejmu Krajowego. W tym czasie był m.in. inicjatorem budowy drogi przez Pieniny wzdłuż przełomu Dunajca ze Szczawnicy do Czerwonego Klasztoru. Po oddaniu laski marszałkowskiej w listopadzie 1886 r. wrócił do Krakowa. 11 listopada 1886 otrzymał honorowe obywatelstwo miasta Lwowa.
Zmarł wskutek zapalenia płuc, pochowany został na cmentarzu Rakowickim (kwatera III). Uroczystości pogrzebowe odbyły się w obrządku greckokatolickim i rzymskokatolickim. Nagrobek ufundowało miasto Kraków. Ustawiono go w październiku 1891 roku. Spiżowe popiersie wykonał Tadeusz Błotnicki, łańcuch fabryka L. Zieleniewskiego, a roboty rzeźbiarskie pracownia Józefa Kuleszy.

## Upamiętnienie
- 2 czerwca 1887 r. na wniosek Rady Miasta podjęto decyzję o ufundowaniu nagrobka, wystawieniu przed magistratem popiersia Zyblikiewicza oraz o nazwaniu jego imieniem jednej z ulic w centrum Krakowa.
- 18 września 1887 roku podczas Zjazdu Kupców i Przemysłowców odsłonięto na Placu Wszystkich Świętych pomnik z brązu projektu Gadomskiego wykonany przez Franciszka Kopaczyńskiego[7]
- W 1885 roku nazwano jego imieniem kanał łączący Dunajec z Wisłą w powiecie dąbrowskim (województwo małopolskie).
- W roku 1886 otrzymał we Lwowie ulicę swojego imienia, która po przejęciu miasta przez Ukraińską SRR została w roku 1950 wykreślona z mapy miasta, stając się częścią obecnej ulicy Iwana Franki.
- Jego imię nosiło również istniejące w latach 1901–1916 pienińskie schronisko Polskiego Towarzystwa Tatrzańskiego, położone na prawym brzegu Dunajca, przy Drodze Pienińskiej. Aktualnie Zyblikiewicza upamiętnia niewielka wnęka skalna z okapem w wapiennych zboczach Kaczego przy Drodze Pienińskiej, koło pawilonu Pienińskiego Parku Narodowego, zwana Grotą Zyblikiewicza[8].
- Do 1991 r. jego imieniem nazwany był jeden z bulwarów wiślanych Krakowa[9].

## Rodzina
Mikołaj Zyblikiewicz nigdy nie założył własnej rodziny. Krewnym Mikołaja był ukraiński działacz społeczny i polityczny, jeden z założycieli Organizacji Ukraińskich Nacjonalistów Jewhen-Mychajło Zyblikewycz.

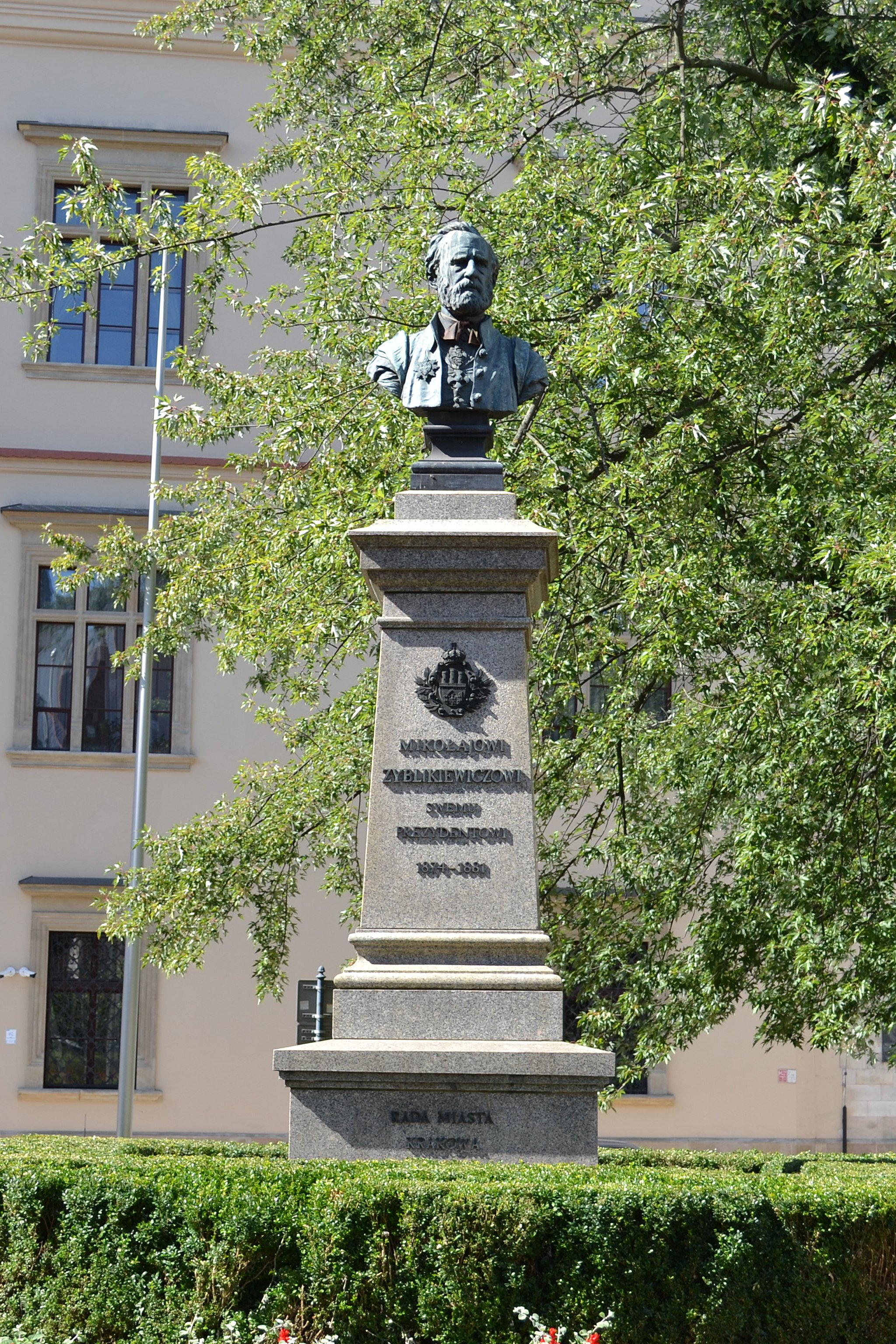
Pomnik Mikołaja Zyblikiewicza przed Urzędem Miasta Krakowa na pl. Wszystkich Świętych
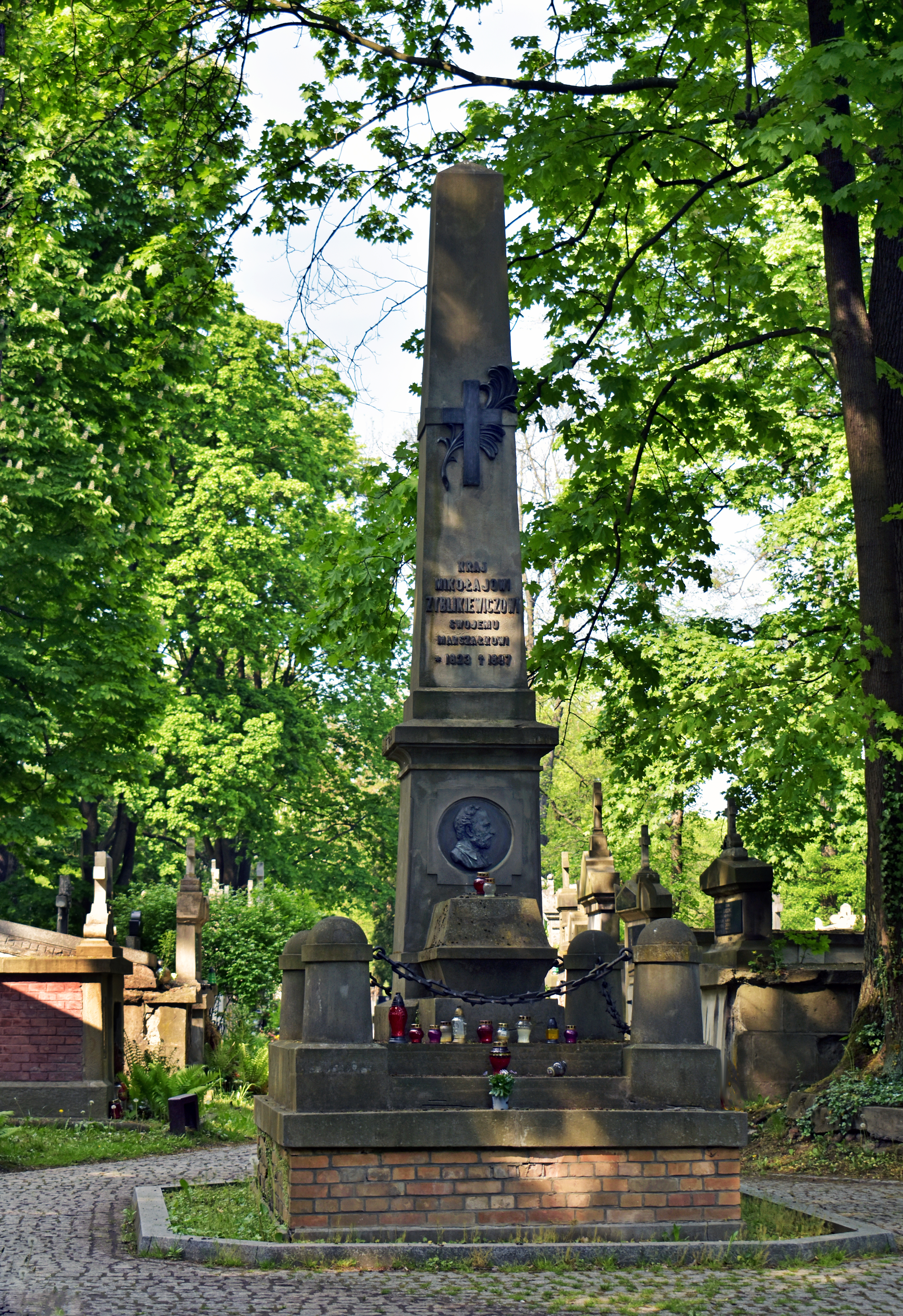
Grobowiec Mikołaja Zyblikiewicza na cmentarzu Rakowickim w Krakowie
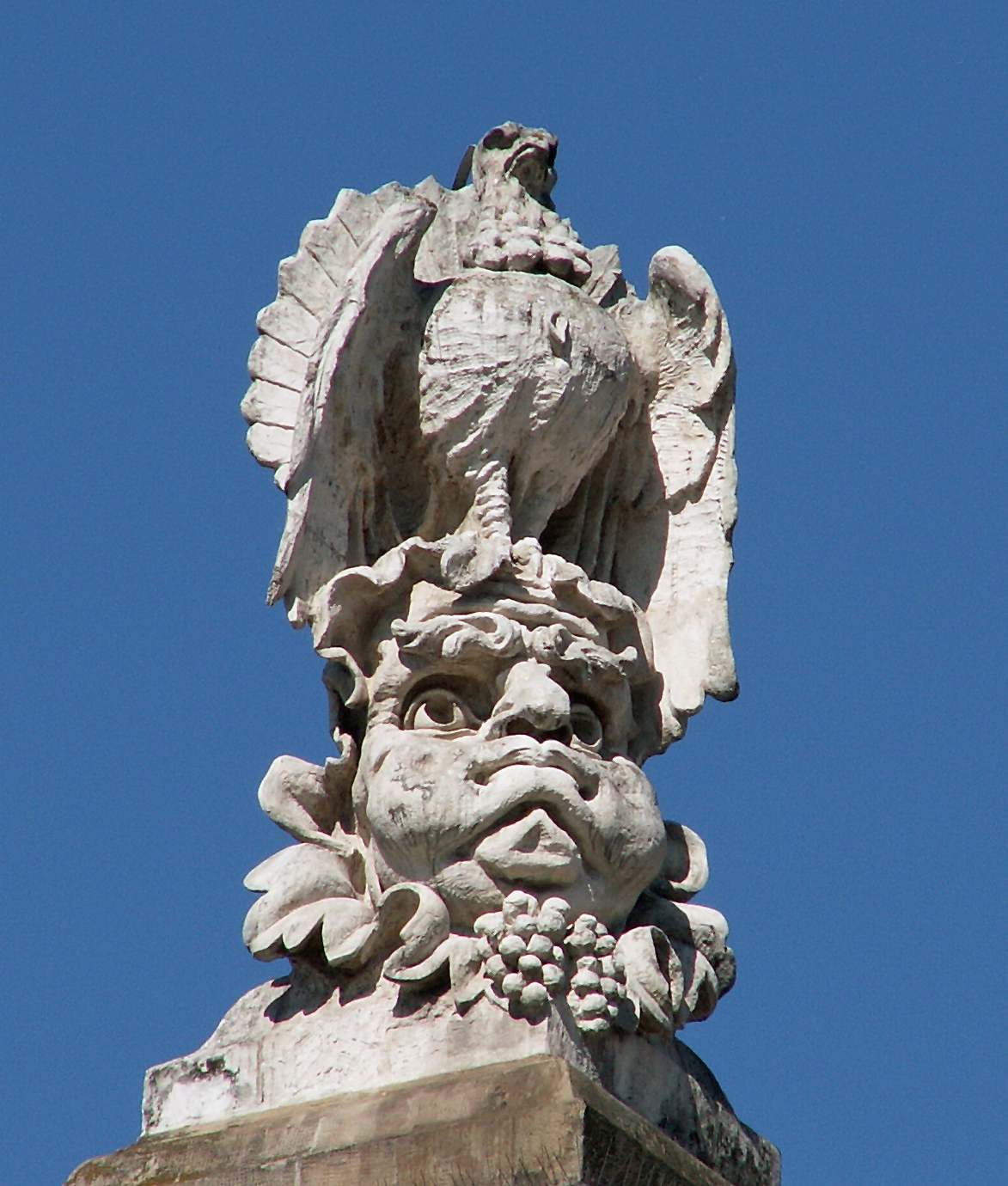
Maszkaron-karykatura Mikołaja Zyblikiewicza w Sukiennicach w Krakowie (według projektu Jana Matejki wykonał Walery Gadomski)